# ローダノ
ローダノ（伊: Rodano）は、イタリア共和国ロンバルディア州ミラノ県にある、人口約4,600人の基礎自治体（コムーネ）。

## 地理

### 位置・広がり

#### 隣接コムーネ
隣接するコムーネは以下の通り。
- チェルヌスコ・スル・ナヴィーリオ
- パンティリアーテ
- ペスキエーラ・ボッロメーオ
- ピオルテッロ
- セッターラ
- ヴィニャーテ

### 地震分類
イタリアの地震リスク階級 (it) では、3 に分類される
。

## 行政

### 分離集落
ローダノには、以下の分離集落（フラツィオーネ）がある。
- Briavacca, Cassignanica, Lucino, Millepini, Pobbiano, Brianzate, Trenzanesio